# Heinrich Lang (teológus)
Heinrich Lang (Frommern, ma: Balingen, Württemberg, 1826. november 14. – Zürich, 1876. január 13.) német protestáns teológus.

## Élete
Teólogiai tanulmányait 1844 után Tübingenben végezte Baur befolyása alatt. 1848 után a Sankt Galleni kanton egyik falujába választották lelkésznek, 1863 után a Zürichi-tó partján, Meilenben lelkészkedett. 1871-ben a zürichi Szent Péter egyházhoz hívták meg lelkésznek, s itt működött egészen haláláig. 
Ő szerkesztette 1859-től a Zeitstimmen für die reformierte Schweiz című folyóiratot, melynek helyébe 1872 után az általa és Langhaus által Bernben kiadott Reform lépett, mely folyóirataival és egyéb műveivel széles körben nagy hatást gyakorolt; többek között Magyarországon is az 1860-as években keletkezett és virágzott Protestáns egylet az ő szellemi befolyása alatt jött létre, s ezen egyesület folyóirataiban számos cikke és értekezése magyar nyelven is megjelent.

## Művei
- Versuch einer christlichen Dogmatik (2. kiad. 1865)
- Ein Gang durch die Welt (2. kiad. 1870)
- Religiöse Charaktere (2. kiad. 1872)
- Stunden der Andacht (1862-65, 2 kötet)
- Das Leben des Apostels Paulus (1866)
- Martin Luther (1870)
- Religiöse Reden (2. kiad. 1876, 2 kötet)

### Magyarul
- Theológiai értekezések; többekkel; Franklin, Bp., 1875 (Protestáns theologiai könyvtár)
- Keresztyény dogmatika; ford. Kereszturi Sándor; Magyarországi Protestánsegylet, Bp., 1876 (A Magyarországi Protestansegylet kiadványai)
- Láng Henrik válogatott vallásos beszédei; ford. Mitrovics Gyula; s.n., Sárospatak, 1877